# 87-мм полевая лёгкая пушка образца 1877 года
87-мм полевая лёгкая пушка образца 1877 года, Лёгкая полевая пушка, образца 1877 года — русское лёгкое полевое артиллерийское орудие калибра 87 мм, конструкции немецкой фирмы «Крупп».
Орудие активно использовалось в русско-японской войне, Первой мировой войне, гражданской войне в России и в других вооружённых конфликтах начала XX века с участием стран из бывшей Российской империи (Советский Союз, Польша, Финляндия и так далее). Часть пушек этого типа была выпущена фирмой-разработчиком, часть — орудийными заводами Российской империи. Существовало две разновидности 87-мм (4-фунтовой) полевой пушки образца 1877 года — лёгкая и конная. Конная модель имела укороченный ствол в 18 калибров, меньшую дульную скорость в 412 м/с (соответственно максимальная дальность стрельбы уменьшилась до 6 км); но была существенно менее массивной — её масса в боевом положении 360 кг. Пушки немецкого и русского производства также отличались по конструктивным особенностям — у них разные типы затворов, механизмы вертикальной наводки. С 1893 года 87-мм пушки образца 1877 года стали оснащать сошниками. Противооткатных устройств орудие не имело.

## Динамика обеспечения войск орудиями обр. 1877 г
Первые орудия изготавливались заводами Круппа, Санкт-Петербургским орудийным, Обуховским, Пермским, Путиловским и Александровским.
Крупп в 1877, 1878 и 1879 годах получил заказ на 1850 полевых орудий образца 1877 года, из которых к 1880 году поставлено 1600 шт. В частности в 1877 году Круппу заказано 1100 батарейных, лёгких и конных пушек.
Первым из русских заводов заказ на полевые орудия образца 1877 года получил Обуховский завод. В декабре 1877 года заводу было заказано 1700 полевых орудий (935 лёгких, 195 конных, 570 батарейных), согласно этому заказу завод должен был сдать:
в 1878 году — 300 лёгких и 50 конных орудий;
в 1879 году — 675 орудий;
в 1880 году — 675 орудий.
Сроки были сорваны и поставка всех 1700 орудий была завершена к началу 1882 года.
До 1 мая 1900 года Обуховский завод изготовил для Военного ведомства лёгких и конных орудий 3191 шт.
Пермский завод приступил к производству полевых орудий в конце века. По одному заказу из 208 лёгких орудий завод должен был изготовить 160 пушек в 1894 году и 48 в 1895 году. Но к началу 1896 года завод изготовил только 41 орудие.
Путиловским заводом первая лёгкая пушка была изготовлена в 1892 году. В 1894 году заводу дан заказ на 108 лёгких пушек с поршневыми затворами. На ноябрь 1897 года продолжалась сдача лёгких пушек, изготовленных заводом.
Александровский завод изготовил первую лёгкую пушку с поршневым затвором в 1894 году, после чего заводу был дан заказ на 36 лёгких пушек, которые он успешно выполнил.
Перевооружение полевых батарей орудиями образца 1877 года закончилось в 1881 году. Резервная артиллерия была перевооружена в 1884—1885 годах, а запасная артиллерия в 1887—1890 годах, то есть к 1891 году окончательно было завершено перевооружение полевой артиллерии стальными орудиями образца 1877 года.
В 1891—1894 годах была заготовлена материальная часть для вновь формируемых действующих и резервных батарей, а также для батарей государственного ополчения. Сформированные в 1885 году 5 вылазочных батарей (обращаемые в военное время в 16 батарей) в 1887 году были снабжены всей материальной частью.

## Модернизация — лафет, затвор и прицел образца 1895 года
К полевой лёгкой пушке образца 1895 года приняли поршневой затвор с обтюратором Банжа, сходный устройством с затвором Банжа (с 1892 года все заказываемые лёгкие пушки делали с поршневым затвором. Приказом по Военному министерству от 25 октября 1893 года приказали и конные пушки делать с поршневым затвором). Сначала пушки образца 1877 года с клиновыми затворами с обтюратором Бродвелла.
Лафет сконструировали фактически новый.
Наиболее существенный недостаток полевых лафетов 1877 года был откат. В лафетах 1895 года для ограничения длины отката Энгельгардтом введён большой сошник, шарнирно соединявшийся вверху со станком и внизу упругой связью. При откате орудия сошник, зарываясь в землю, удерживался на месте, а хобот, имея большую опорную, поверхность, откатывался. Из-за этого буфера сошника сжимаются между поперечной связью лафета и гайкой на конце стержня, проходящего через колонну буферов. Станок весь скользит по боевой оси, остающейся на месте по инерции и сжимает буфера, укреплявшиеся на оси. Из-за этого удар концов оси по колёсам, как и в лафете 1877 года этой же пушки, смягчался. При конце отката буфера, восстанавливая форму, приводят пушку в исходное положение. Из-за этого откат уменьшился до около полуметра, из-за буферов лафет накатывался на прежнее место. Но лафет, особо при стрельбах на малых углах возвышения, сильно прыгал, что мешало расчёту пушки и нарушало наводку — большое сбивание линии прицеливания. По данным А. Широкорада, пушка после выстрела, как правило, не докатывалась до первоначального положения на 0,5-0,6 м, но даже при этом действия расчёта орудия при накатывании пушки после выстрелов облегчались заметно.
Подъёмный механизм оставили тот же, что и у пушки образца 1877 года, у которой подъёмный механизм из двух винтов с обратной нарезкой, ввинчивающихся: наружный вращающийся — в матку, а внутренний не имеющий возможности вращаться — в наружный винт. Из-за этого ускорялось изменение углов возвышения — оба винта одновременно или ввинчиваются, или вывинчиваются в зависимости от направления вращения рукоятки. На храповом круге подъёмного механизма закреплено кольцо с делениями, отмеченными крупными выступами со штрихами. На станине станка укреплялся указатель. При повороте на одно деление круга угол пушки изменяется на столько же, на сколько он менялся бы при изменении на одно деление (1 линию) прицела, уже наведённой в какую-то точку пушки.
Это приспособление предоставляло выгоду — оно увеличивало скорострельность. При нём устранена необходимость следующих действий (при необходимости изменения установки прицела, когда пушка уже наведена, например при пристрелке): а) отжатия зажимного винта прицела; б) выдвигания или вдвигания прицела вручную, потому небыстрых; в) зажатия винта прицела и г) наведения поворотом рукоятки подъёмного механизма.
При этом простом устройстве нужно сделать лишь последнее — отсчитывая величину поворота рукояти по храповому кругу. Это приспособление можно применять только при небольших изменениях установки прицела, как необходимо, например, при пристрелке.
Поворотный механизм с передвижением станка по боевой оси ввели вновь, как на лафетах системы Фишера к пушкам образца 1867 года. Угол поворота четыре градуса, по 2° в каждую сторону.
В этой пушке ещё ввели крупное новшество — вынесенную вперёд линию прицеливания. В пушках образца 1877 года до этого гнездо прицела у казённого среза ствола и наводчик мог наводить орудие только после окончания заряжания, что значительно замедляло ведение огня. В этом орудии гнездо для прямого прицела в полке на левой стороне ствола пушки впереди казённого среза так, что наводчик мог наводить орудие и во время заряжания. Кроме того, прицел устанавливали не руками, а подъёмным механизмом прицела. Коническую мушку заменили двурогой, что позволяло прицеливаться точнее.
Скорострельность увеличило почти вдвое введением упругого сошника, вынесенной вперёд линии прицеливания и подъёмного механизма прицела: 7—8 выстрелов в минуту вместо 4 у пушки образца 1877 года.

## Применение

### Россия
87-мм полевые лёгкие пушки образца 1877 года до 1904 года практически не имели боевого применения (не считая боёв в Китае в 1900 году). В русско-турецкой войне 1877-1878 гг. они, вопреки распространённому заблуждению, не применялись, так как выпускались позже. В последующих войнах они считались устаревшими и были на вторых ролях. Тем не менее пушки образца 1877 года использовались в русско-японскую войну, где наши артиллеристы особенно ценили эти пушки, так как более новые 76-мм пушки образца 1900 года в боекомплекте не имели гранат.
К августу 1914 года в пяти европейских крепостях 182 батарейных и 174 лёгких 87-мм пушки. Кроме того, в резерве для батарей государственного ополчения 125 87-мм лёгких полевых пушек на лафете образца 1895 года с поршневыми затворами. Особо широко в Первую мировую войну применяли пушки образца 1877 года на Кавказском фронте (что не удивительно: у турок артиллерия также не отличалась современностью, а войска на Кавказе, несмотря на важность этого направления, перевооружали новыми орудиями не в первую очередь). Их использовали даже в береговой обороне Чёрного моря.
К маю 1918 года на артиллерийских складах всё ещё хранились 622 полевые пушки образца 1877 года: 142 исправных и 480 требующих ремонта. Позднее эти пушки, как утратившие боевую ценность, не применяли. Есть только отрывочные сведения о попытках в 1930-х годах устанавливать их в ДОТах на строящейся "Линии Сталина", хотя в целесообразности этого есть большие сомнения.

### Финляндия
Ряд береговых батарей русской армии в западной Финляндии во время Первой мировой войны был оснащён этими орудиями. После Октябрьской революции финские белогвардейцы захватили их и они сыграли важную роль в победе Белого движения в Финляндии. К концу 1918 года финская армия располагала 144 87-мм пушками образца 1877 года, но уже тогда они использовались от случая к случаю только как учебные орудия. Финское обозначение пушки 87 K 77. Даже во время Зимней войны они не принимались на вооружение финской армии. В финской береговой артиллерии они прослужили до 1941 года.

## Современное состояние
На сегодняшний день в мире осталось пять экземпляров этой пушки: одна — в финском артиллерийском музее в городе Хямеэнлинна, три — в городе Малоярославце, одна — в Музее истории ПАО «Мотовилихинские заводы» в городе Пермь.

## Тактико-технические характеристики (ТТХ)
- Калибр: 87 мм,
- Длина ствола: 24,1 калибра,
- Масса в боевом положении: 445 кг,
- Дульная скорость: 445 м/с,
- Максимальная дальность стрельбы гранатой: до 6470 м,
- Максимальная дальность стрельбы шрапнелью (140—170 пуль): до 3400 м,
- Максимальный угол возвышения: 20  градусов,
- Минимальный угол склонения: 0 градусов[4].